# ヴィヴェック・ラマスワミ
ヴィヴェック・ガナパシー・ラマスワミ（英語: Vivek Ganapathy Ramaswamy、1985年8月9日 -）は、アメリカ合衆国の実業家、製薬スタートアップ企業のロイバントサイエンシズの創業者である。2024年アメリカ大統領選挙の共和党指名争いへの立候補をしたが、予備選挙開始後に撤退表明を行った。フォーブス誌によれば、バイオテック事業及び金融事業を通じて築いた個人資産は9.5億ドルに及ぶ。
過度なコロナ対策、気候変動対策、ジェンダー・イデオロギーなどに象徴される「世俗宗教」により、米国のアイデンティティが危機にさらされているとの主張を行っている。いわゆるESG投資への批判者としても知られる。
論破の達人としても注目され、日本では「アメリカ版ひろゆき」との異名を取る。

## 生い立ち
1985年8月9日、オハイオ州シンシナティで生まれ育った。 両親はタミル人のバラモンで、ケララ州からの移民であった  。父はGEのエンジニアとして働き、母は老年精神科医であった。 少年時代は地元のヒンドゥー寺院を頻繁に訪れていた。また、保守的なカトリックであったピアノ教師から、思想的な感化を受けた 。夏休みには両親とともにインドを訪れることが多かった。

### 教育
地元シンシナティのセント・ハヴィエア高校ではテニスに打ち込み、全米でランクされるほどだった。卒業生総代も務めた。
2007年にハーヴァード大学を卒業、生物学の学位を得た 。大学では既に、強固なリバタリアンとして知られており、ハーヴァード政治連盟の会長も務めた。 大学では音楽活動にも励み、エミネムをカバーしたり、リバタリアン的なテーマのラップを演じたりしていた。ヘッジファンドやゴールドマン・サックスでインターンを経験した。 卒業研究では倫理問題を取り上げ、ボーディン賞を受賞した（Bowdoin Prizes） 。
卒業後は奨学金を得てイェール大学ロースクールに進学した 。 在学中には既に金融、バイオテック、製薬関係の事業を手掛け、卒業時には1,500万ドルの資産を得ていたという。同級生のJDヴァンスとは在学中に家族ぐるみで友人関係となり、のちにヴァンスは子供の一人にヴィヴェックの名を名付けている。また、学内ではユダヤ人学生によって設立されたシャブタイに所属した。

## ビジネス経歴
イェール大学ロースクール在学中から、学生ベンチャー企業の創業やヘッジファンド勤務、バイオテック事業などを多く手掛けていた  。卒業後の2014年、バイオテック企業であるロイバントサイエンシズを創業した。他の製薬会社が開発を中断した新薬候補を譲り受け、データ分析などの新たな手法によって、新薬を開発するというビジネスモデルで成功し、創業からわずか3年後には孫正義率いるソフトバンク・ビジョン・ファンドから11億ドルもの資金調達に成功したことで話題となった。
他にも複数のバイオベンチャーを創業したり、経営に携わっている。
また、2022年には反ウォーキズム・反ESGを標榜するストライブ・アセット・マネジメントを創業した。同社は同じくリバタリアンのピーター・ティールのほか、J・D・ヴァンス、ビル・アックマンといった外部の著名投資家からも資金を調達した 。

## 政治活動

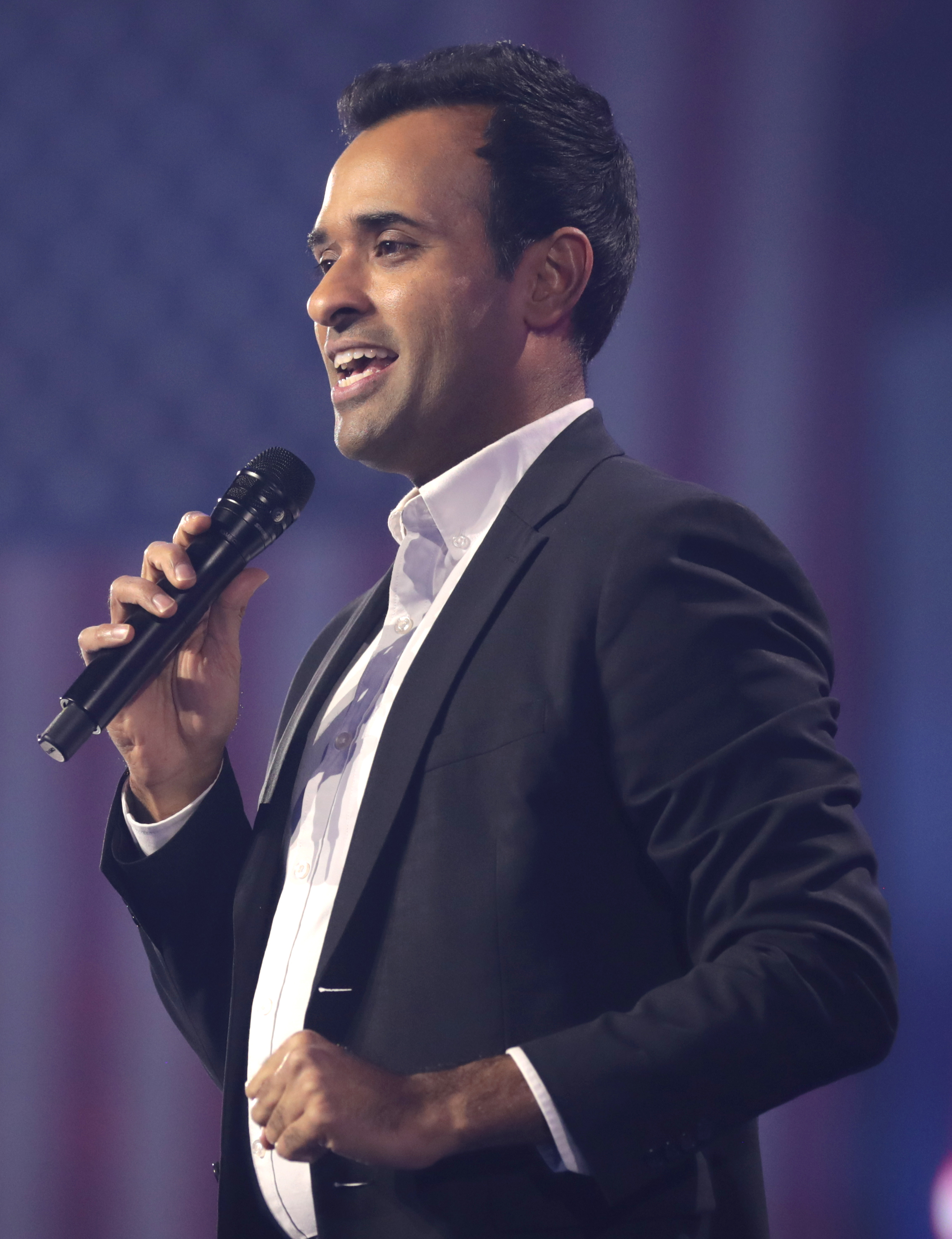
2022 AmericaFestにて演説するラマスワミ

2004年の大統領選挙ではリバタリアン党に投票したものの、その後3回は政治に関心が薄く、誰にも投票しなかったとしている。2020年にはトランプ大統領に投票したという。
2023年2月21日、タッカー・カールソンの政治番組で、2024年大統領選挙への立候補を表明した。当初は泡沫候補とも見られていたが同年夏頃には共和党内で3番手に浮上し、第1回目の討論会でも存在感を示すなど注目を集めた。仮想通貨を推進する立場を取り、業界からも一定の支持を集めたものの伸び悩み、2024年1月15日にアイオワ州で行われた共和党予備選挙では代議員を40人中3人獲得したものの全体では4位に終わり、同日中に選挙戦からの撤退を表明し、予備選挙で首位のドナルド・トランプ支持を表明した。大統領選挙でトランプが当選して以降、新政権で創設される政府効率化省（DOGE）の共同議長にイーロン・マスクとともに就任することが発表されたが、トランプ就任前後にラマスワミが2026年のオハイオ州知事選挙に立候補する意向であり、その準備に入るため共同議長には就任しないと報じられた。DOGEの路線をめぐって、規制緩和に重きを置いたラマスワミに対してマスクは人工知能（AI）による政府職員の削減などを主張して対立が起きたことがDOGEを離れた原因とされている。

## 私生活
イェール大学で知り合った外科医の妻がおり、2人の子供をもうけた。 
ヒンドゥー教徒であり 、タミル語に堪能である 。菜食主義者 で、自らを動物の権利の擁護者であるとしている。

## 著書
- Woke, Inc.: Inside Corporate America's Social Justice Scam. New York: Center Street. (2021). ISBN 978-1546090786. OCLC 1237631944
- Nation of Victims: Identity Politics, the Death of Merit, and the Path Back to Excellence. New York: Center Street. (2022). ISBN 978-1546002963. OCLC 1546002960
- Capitalist Punishment: How Wall Street Is Using Your Money to Create a Country You Didn't Vote For. New York: Broadside Books. (2023). ISBN 978-0063337756. OCLC 1362864450